# Dezső Fábián
Dezső Fábián, född 17 december 1918 i Budapest, död 6 oktober 1973 i Budapest, var en ungersk vattenpolospelare (försvarare). Han ingick i Ungerns landslag vid olympiska sommarspelen 1948 och 1952. Ungern tog OS-silver i herrarnas vattenpolo i London och OS-guld i herrarnas vattenpolo i Helsingfors.
Fábiáns klubblag var Ferencváros TC.